# قتل آرین گلشنی

آرین گلشنی (درگذشته ۱۳۷۶ خورشیدی) دختر ایرانی ۹ ساله‌ای بود که بر اثر شدت ضربه‌های برادر ناتنی و پدرش کشته شد. پس از جدایی والدین، بر خلاف تلاش‌های مادرش برای اثبات بی صلاحیتی پدر به دلیل پیشینه اعتیاد به مواد مخدر دادگاه حضانت او را به پدرش داد. آرین از سن ۷ سالگی با پدرش زندگی می‌کرد و دو سال بعد، او در سن ۹ سالگی در خانه نامادری‌اش بر اثر شکنجه‌های پدر و نابرادری به بیمارستان منتقل شد و همان شب جان داد.دادگاه برای پدر و نامادری آرین یک سال حبس و رامین برادر ناتنی آرین اعدام شد.
شیرین عبادی که در آن زمان وکالت مادر آرین را به عهده گرفته بود، خواستار تغییر قوانین مربوط به حضانت در ایران شد و خون‌بهای آرین گلشنی را «تغییر قوانین مربوط به حضانت» دانست. این پرونده بازتاب رسانه‌ای گسترده‌ای داشت. کودک‌آزاری در ایران معاصر اولین‌بار توجه جامعه را با ماجرای مرگ آرین گلشنی به خود جلب کرد و درخواست‌ها برای تغییر قانون حضانت و تصویب قانونی علیه کودک‌آزاری بیشتر مطرح شد. حدود سه سال بعد از این رخداد، سال ۱۳۸۱، کودک‌آزاری به موجب قانون، جرمی عمومی شناخته شد.

## شرح رویداد و دادگاه
آرین آنقدر شکنجه شده بود که چهار ساله به نظر می‌آمد. انگار پس از ۱۰۰ بار ضرب و جرح و شکنجه و سوختگی جان سپرده باشد.— قاضی حمید گودرزی (قاضی پرونده)، 

### طلاق و حضانت پدر
زمانی که آرین ۳ ساله بود دادگاه به درخواست پدر آرین، به موجب ماده ۱۱۳۳ قانون مدنی (مرد هرگاه بخواهد، می‌تواند زنش را طلاق دهد)، حکم جدایی والدین را صادر می‌کند. دادگاه، با وجود سابقه اعتیاد و سو مصرف مواد مخدر، حضانت آرمان ۴ ساله (برادر تنی آرین) را به پدر و حضانت آرین را تا سن ۷ سالگی به مادر می‌دهد.

### روز حادثه
در روز حادثه «رامین»، برادر ۱۷ ساله و ناتنی آرین، او را با لگد زده و آرین از پله‌ها پرت می‌شود و پدر او به علت حال خراب آرین با اورژانس تماس می‌گیرند، آرین همان روز در بیمارستان مفید بستری شد و چند ساعت بعد درگذشت. تا زمان تشکیل دادگاه و احضار برادر ناتنی و پدر به عنوان مظنونان ارتکاب جرم، جسد کودک در سردخانه پزشکی قانونی تهران باقی ماند.

### دادگاه
شیرین عبادی پس از اینکه در «ماهنامه زنان» ماجرای قتل را خواند با مادر آرین تماس گرفته و وکالت او را پذیرفت. عبادی یک مراسم ختم در تهران برای آرین برپا کرد تا آگاهی عمومی را دربارهٔ حقوق کودکان و محکومیت کودک‌آزاری افزایش دهد.
در جریان دادگاه پدر و نامادری او به بد رفتاری با آرین متهم شدند. نامادری آرین گفت که پدرش او را کتک می‌زده و با وجود شکستگی دست آرین(۴۰ روز قبل از مرگ) او را به درمانگاه نبرده‌است. در گزارش پزشکی قانونی ۶۷ رد سوختگی بر پیکر آرین گزارش شده بود و آثار شکنجه بر بدن آرمان، برادر تنی آرین، هم مشاهده شد. در روال دادرسی مشخص شد پدر آرین به او گرسنگی می‌داده و او را از رفتن به مدرسه منع کرده بود.
دادگاه برای پدر و نامادری آرین یک سال حبس و برای رامین، برادر ناتنی آرین، حکم اعدام صادر کرد.

## پیامدها
این پرونده بازتاب جهانی داشت و تلویزیون سی‌ان‌ان با شیرین عبادی و مادر آرین مصاحبه کرد.
در سال ۱۳۸۱، حدود پنج سال بعد مرگ آرین، کودک‌آزاری به موجب قانون، جرمی عمومی شناخته شد. جرمی که نیاز به شاکی خصوصی ندارد و کلیه افراد، موسسات و مراکزی که به نحوی مسئولیت نگهداری و سرپرستی کودکان را به عهده دارند مکلفند، به محض مشاهده، آن را جهت پیگرد قانونی گزارش کنند.
بعدها با بازنگری در ماده ۲۰۹ قانون که حق حضانت را به پدر سپرده بود، حق حضانت کودکان تا سن ۷ سالگی به مادر داده شد و بعد از ۷ سالگی در صورت تشخیص دادگاه حق حضانت به پدر داده می‌شود.